# Widdeshoven
Widdeshoven ist eine Ortschaft der Gemeinde Rommerskirchen im Rhein-Kreis Neuss im Südwesten Nordrhein-Westfalens.

## Lage
Widdeshoven liegt rund 59 Meter über NN. Östlich befindet sich eine leichte Anhöhe von 62 Meter über NN, an der sich auch der Sittarderhof befindet. Östlich von Widdeshoven verläuft der Strategische Bahndamm.

## Geschichte
Der Ort Widdeshoven, der erstmals 793 als „Widugises hova“ urkundlich erwähnt wird, gilt in der näheren Umgebung als Ort mit der frühesten belegbaren Erwähnung. In der Urkunde wird angegeben, dass dem „heiligen Liudger“, der in der Nähe von Neuss ein Kloster gründen wollte, Ländereien übertragen wurden, die er zur wirtschaftlichen Absicherung des Klosters verwenden wollte. Aus dem „Sitroth-Wald“, der ebenfalls in dieser Urkunde erwähnt wird, entwickelte sich dann in den folgenden Jahren durch Rodung und durch die Gründung zahlreicher Bauernhöfe der Ort Widdeshoven. Die Straßenbezeichnung "Zum Sitroth" und auch der Sittarderhof (heute etwas außerhalb von Widdeshoven gelegen) deuten heute noch auf diese Bezeichnung hin.
Obwohl die früheste urkundliche Erwähnung Widdeshoven betrifft, muss allerdings davon ausgegangen werden, dass der heutige Nachbarort Hoeningen bereits vorher entstanden ist und dass die Rodung des Sitroth-Waldes und die Gründung von Widdeshoven erst von Hoeningen ausgegangen sind.
Die Besiedlung des Gillbachraumes durch die Franken begann etwa im 5. Jahrhundert n. Chr. am Oberlauf des Baches und erfolgte vermutlich in zwei Phasen, wobei Hoeningen bereits in der ersten Phase entstanden sein dürfte, Widdeshoven aber erst in der zweiten Phase der Besiedlung entstand.
Für die Zeit vor 1800 existieren nur wenige Überlieferungen. Es lässt sich aber nachvollziehen, dass zu dieser Zeit bereits 80 Wohngebäude den Ort Widdeshoven bildeten. Bis 1794 gehörte Widdeshoven zum Dingstuhl Rommerskirchen im Amt Hülchrath im Kurfürstentum Köln. 1794 besetzten französische Revolutionstruppen Widdeshoven und 1798 wurde das Rheinland von den Franzosen in vier Departements (Rur/Roer, Rhein-Mosel, Saar und Donnersberg) aufgeteilt. Als unterste Verwaltungseinheit (Departements waren unterteilt in Arrondissements/etwa Regierungsbezirke, diese wiederum in Cantone/etwa Kreise und diese wieder in Mairien/Bürgermeistereien) in diesem Gebiet entstand die Mairie Evinghoven. Diese gehörte zum Kanton Elsen im Département de la Roer mit Sitz in Aachen. Nach dem Abzug der französischen Besatzungstruppen infolge des Zusammenbruchs des napoleonischen Reiches 1814 wurde das katholisch geprägte Rheinland beim Wiener Kongress dem protestantischen Preußen zugesprochen. 1815 kam Widdeshoven zur Gemeinde Evinghoven, die 1816 dem neugebildeten Kreis Grevenbroich zugeteilt wurde.
1883 wurde das Rathaus der Bürgermeisterei Evinghoven in Widdeshoven eingerichtet. Am 1. Januar 1975 wurde die Gemeinde Hoeningen, zu der Widdeshoven gehörte, aufgelöst und in die Gemeinde Rommerskirchen eingegliedert. Verwaltungssitz ist seitdem das Rathaus in Eckum. Gleichzeitig wurde auch der Kreis Grevenbroich aufgelöst. Die Gemeinde Rommerskirchen gehört seitdem zum neugebildeten (Rhein-)Kreis Neuss.

## Politik
Widdeshoven gehörte bis zu seiner Eingemeindung am 1. Januar 1975 nach Rommerskirchen zur Gemeinde Hoeningen im Amt Evinghoven. In Widdeshoven befand sich der Verwaltungssitz des Amtes Evinghoven. Letzter Amtsbürgermeister war Wilhelm Baum (CDU) und sein Stellvertreter war Christian Müller (CDU). Letzter Amtsdirektor war Peter Welter und sein allgemeiner Vertreter war Heinrich Bös.

## Kultur
Wie in allen Ortsteilen der Gemeinde Rommerskirchen und des Rhein-Kreis-Neuss, ist das jährliche Schützen- und Heimatfest der Höhepunkt im Dorfleben, welches am vierten Wochenende im September stattfindet. Zusätzlich feiert die St. Sebastianus Bruderschaft Hoeningen über Pfingsten ihr traditionelles Pfingstfest in Widdeshoven. Im ortsansässigen Schützensaal finden des Weiteren das gesamte Jahr über diverse öffentliche und private Veranstaltungen statt.

## Vereine
- St. Sebastianus Bruderschaft Widdeshoven-Hoeningen
- Tambourcorps "Frei Weg" Widdeshoven-Hoeningen 1926
- Marinezug "Gillbach-Kadetten" 1988
- Hubertusschützen "För de Freud" 1999"
- Jägerzug "Gemütlichkeit" gegr. 1920